# Jump Salty
Jump Salty es el álbum debut de la banda estadounidense de punk rock Pinhead Gunpowder. Fue lanzado en formato de disco de vinilo en julio de 1994 a través de Lookout! Records y en formato CD ese mismo año.
El álbum incluye canciones de los EP debut del grupo Tründle and Spring y Fahizah, y algunas canciones recopiladas. Jump Salty fue reeditado en vinilo y CD por el sello discográfico Recess Records y relanzado el 12 de febrero de 2010. Después del lanzamiento de la compilación, el guitarrista Mike Kirsch dejó la banda y fue reemplazado por Jason White.

## Lista de canciones
Todas las letras escritas por Aaron Cometbus, excepto donde se indica, toda la música compuesta por Pinhead Gunpowder, excepto donde se indica. 
| N.º | Título                                                                     | Duración |  |
| 1.  | «Future Daydream»                                                          | 1:29     |  |
| 2.  | «Freedom Is...»                                                            | 2:00     |  |
| 3.  | «I Wanna» (escrita por Pinhead Gunpowder y Quitty)                         | 1:50     |  |
| 4.  | «Losers of the Year» (escrita por Pinhead Gunpowder y Quitty)              | 2:43     |  |
| 5.  | «Big Yellow Taxi» (escrita y originalmente interpretada por Joni Mitchell) | 1:59     |  |
| 6.  | «Dull»                                                                     | 2:04     |  |
| 7.  | «Keeping Warm in the Nighttime»                                            | 1:47     |  |
| 8.  | «Beastly Bit»                                                              | 2:23     |  |
| 9.  | «Benicia by the Bay»                                                       | 1:48     |  |
| 10. | «MPLS Song»                                                                | 2:22     |  |
| 11. | «In Control» (escrita por Pinhead Gunpowder y Quitty)                      | 2:28     |  |
| 12. | «Hey Now»                                                                  | 1:55     |  |

## Personal
- Aaron Cometbus – batería
- Bill Schneider – bajo, coros
- Billie Joe Armstrong – guitarra, vocales
- Mike Kirsch – vocales, guitarra

### Producción
- Kevin Army - productor musical
- Aaron Cometbus - diseño gráfico
- Bill Schneider - fotografía